# 在パラオ日本国大使館

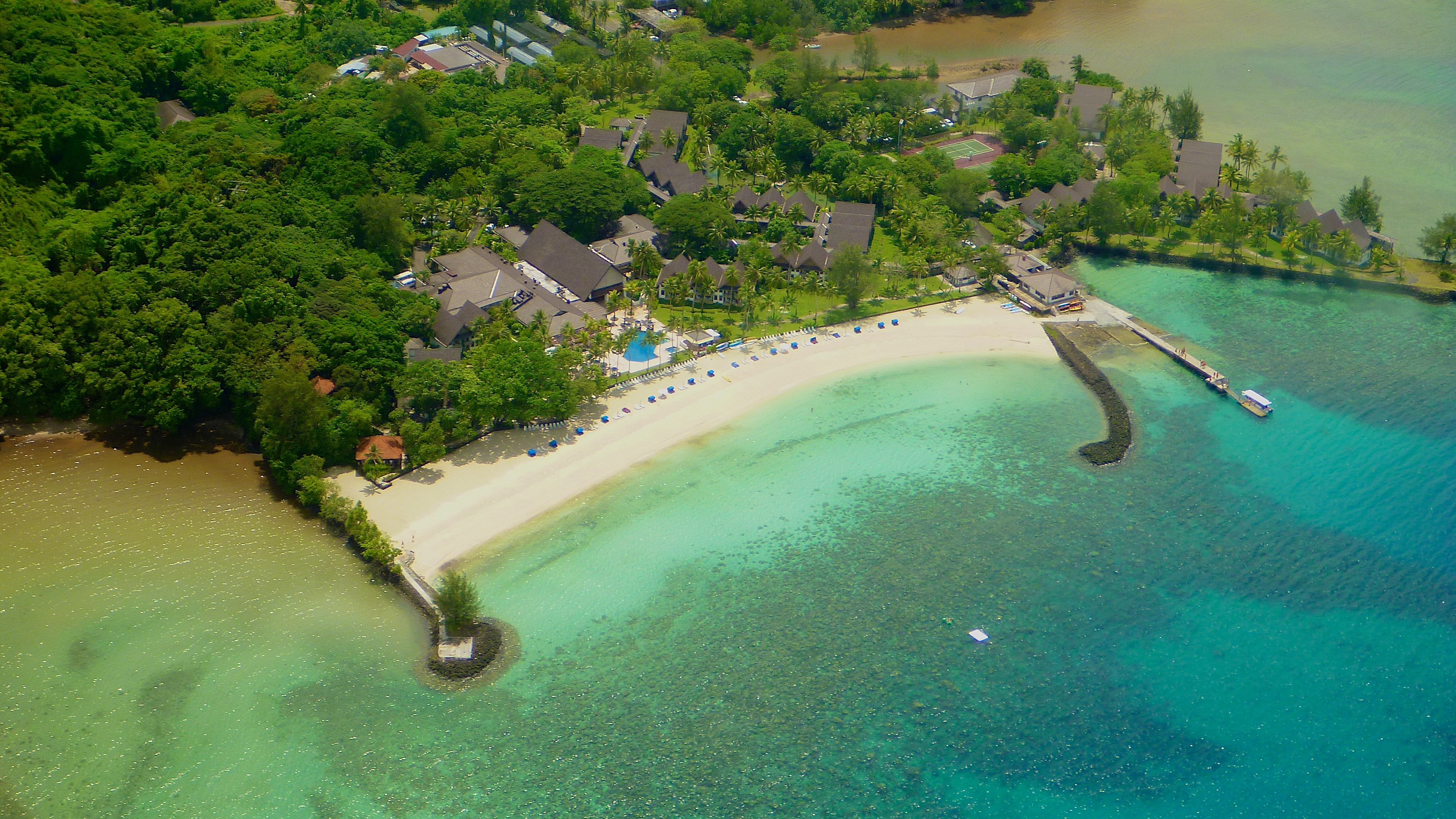
パラオパシフィックリゾート。テニスコートの裏手にある建物が日本国大使館である。

在パラオ日本国大使館（英語: Embassy of Japan in Palau）は、パラオの旧首都にして最大都市コロールにある日本の大使館。

## 沿革
- 1994年10月1日、パラオがアメリカ合衆国から独立する[1]
- 1994年11月2日、日本とパラオの外交関係が樹立される[1]
- スバの在フィジー日本国大使館が在パラオ日本国大使館としての業務兼轄を開始する[2]
- 2008年1月1日、常設の在ミクロネシア連邦日本国大使館が設立されて[3]、在パラオ日本国大使館としての業務兼轄を在フィジー大使館から継承する[2]
- 2010年1月1日、コロールに在パラオ日本国大使館が開設される[4]
- 2010年2月5日、常駐では初代となる特命全権大使貞岡義幸が着任する[2]

## 所在地
Palau Pacific Resort, Ngarkebesang, Koror